# Dictyna formidolosa
Dictyna formidolosa là một loài nhện trong họ Dictynidae.
Loài này thuộc chi Dictyna. Dictyna formidolosa được Willis J. Gertsch & Wilton Ivie miêu tả năm 1936.